# مارتا فلوريس
مارتا فلوريس (بالإسبانية: Marta Flores)‏ هي ممثلة إسبانية، ولدت في 18 يناير 1913 بمدريد في إسبانيا، وتوفيت في 2005 ببرشلونة في إسبانيا.

## وصلات خارجية
- مارتا فلوريس على موقع IMDb (الإنجليزية)
- مارتا فلوريس على موقع ألو سيني (الفرنسية)
- مارتا فلوريس على موقع قاعدة بيانات الأفلام السويدية (السويدية)
- مارتا فلوريس على موقع قاعدة بيانات الفيلم (الإنجليزية)
- مارتا فلوريس على موقع كينوبويسك (الروسية)